# Lista över fornlämningar i Enköpings kommun (Biskopskulla)
Lista över fornlämningar i Enköpings kommun (Biskopskulla) är en förteckning av ett urval av de fornlämningar som finns i Biskopskulla i Enköpings kommun.
| Namn                               | Lämningstyp                      | Tillkomsttid | Historisk indelning   | Plats | Läge                 | ID-nr          | Bild                                 |
| ---------------------------------- | -------------------------------- | ------------ | --------------------- | ----- | -------------------- | -------------- | ------------------------------------ |
| Biskopskulla 2:1                   | Stensättning                     |              | Biskopskulla, Uppland |       | 59.726759, 17.195780 | 10020600020001 | Ladda upp en bild av detta fornminne |
| Biskopskulla 2:2                   | Stensättning                     |              | Biskopskulla, Uppland |       | 59.726399, 17.195313 | 10020600020002 | Ladda upp en bild av detta fornminne |
| Biskopskulla 3:1                   | Hällristning                     |              | Biskopskulla, Uppland |       | 59.725657, 17.194897 | 10020600030001 | Ladda upp en bild av detta fornminne |
| Biskopskulla 3:2                   | Hällristning                     |              | Biskopskulla, Uppland |       | 59.725604, 17.194976 | 10020600030002 | Ladda upp en bild av detta fornminne |
| Biskopskulla 4:1                   | Hällristning                     |              | Biskopskulla, Uppland |       | 59.729630, 17.202862 | 10020600040001 | Ladda upp en bild av detta fornminne |
| Biskopskulla 6:1                   | Grav- och boplatsområde          |              | Biskopskulla, Uppland |       | 59.724084, 17.196017 | 10020600060001 | Ladda upp en bild av detta fornminne |
| Biskopskulla 7:1                   | Stensättning                     |              | Biskopskulla, Uppland |       | 59.725359, 17.194567 | 10020600070001 | Ladda upp en bild av detta fornminne |
| Biskopskulla 7:2                   | Stensättning                     |              | Biskopskulla, Uppland |       | 59.725502, 17.194783 | 10020600070002 | Ladda upp en bild av detta fornminne |
| Biskopskulla 8:1                   | Hög                              |              | Biskopskulla, Uppland |       | 59.722992, 17.203753 | 10020600080001 | Ladda upp en bild av detta fornminne |
| Biskopskulla 8:3                   | Stensättning                     |              | Biskopskulla, Uppland |       | 59.723467, 17.203155 | 10020600080003 | Ladda upp en bild av detta fornminne |
| Biskopskulla 9:1                   | Hög                              |              | Biskopskulla, Uppland |       | 59.722065, 17.204269 | 10020600090001 | Ladda upp en bild av detta fornminne |
| Biskopskulla 10:1                  | Grav markerad av sten/block      |              | Biskopskulla, Uppland |       | 59.720926, 17.207150 | 10020600100001 | Ladda upp en bild av detta fornminne |
| Biskopskulla 10:2                  | Stensättning                     |              | Biskopskulla, Uppland |       | 59.721098, 17.206677 | 10020600100002 | Ladda upp en bild av detta fornminne |
| Biskopskulla 13:1                  | Stensättning                     |              | Biskopskulla, Uppland |       | 59.722519, 17.213600 | 10020600130001 | Ladda upp en bild av detta fornminne |
| Biskopskulla 14:1                  | Stensättning                     |              | Biskopskulla, Uppland |       | 59.721666, 17.215904 | 10020600140001 | Ladda upp en bild av detta fornminne |
| Biskopskulla 16:1                  | Gravfält                         |              | Biskopskulla, Uppland |       | 59.718602, 17.215821 | 10020600160001 | Ladda upp en bild av detta fornminne |
| Biskopskulla 17:1                  | Hällristning                     |              | Biskopskulla, Uppland |       | 59.721953, 17.223760 | 10020600170001 | Ladda upp en bild av detta fornminne |
| Biskopskulla 18:1                  | Gravfält                         |              | Biskopskulla, Uppland |       | 59.720461, 17.225102 | 10020600180001 | Ladda upp en bild av detta fornminne |
| Biskopskulla 19:1                  | Gravfält                         |              | Biskopskulla, Uppland |       | 59.727018, 17.224327 | 10020600190001 | Ladda upp en bild av detta fornminne |
| Biskopskulla 19:2                  | Hällristning                     |              | Biskopskulla, Uppland |       | 59.726852, 17.225186 | 10020600190002 | Ladda upp en bild av detta fornminne |
| Biskopskulla 20:1                  | Hällristning                     |              | Biskopskulla, Uppland |       | 59.726736, 17.225872 | 10020600200001 | Ladda upp en bild av detta fornminne |
| Biskopskulla 21:1                  | Stensättning                     |              | Biskopskulla, Uppland |       | 59.725700, 17.227985 | 10020600210001 | Ladda upp en bild av detta fornminne |
| Biskopskulla 21:2                  | Stensättning                     |              | Biskopskulla, Uppland |       | 59.725430, 17.228078 | 10020600210002 | Ladda upp en bild av detta fornminne |
| Biskopskulla 22:1                  | Gravfält                         |              | Biskopskulla, Uppland |       | 59.727528, 17.222111 | 10020600220001 | Ladda upp en bild av detta fornminne |
| Biskopskulla 23:1                  | Grav- och boplatsområde          |              | Biskopskulla, Uppland |       | 59.727117, 17.226630 | 10020600230001 | Ladda upp en bild av detta fornminne |
| Biskopskulla 24:1                  | Hällristning                     |              | Biskopskulla, Uppland |       | 59.730397, 17.219195 | 10020600240001 | Ladda upp en bild av detta fornminne |
| Biskopskulla 25:1                  | Stensättning                     |              | Biskopskulla, Uppland |       | 59.726043, 17.236488 | 10020600250001 | Ladda upp en bild av detta fornminne |
| Biskopskulla 26:1                  | Gravfält                         |              | Biskopskulla, Uppland |       | 59.727404, 17.235024 | 10020600260001 | Ladda upp en bild av detta fornminne |
| Högstena skans (Biskopskulla 28:1) | Hög                              |              | Biskopskulla, Uppland |       | 59.727986, 17.238604 | 10020600280001 | Ladda upp en bild av detta fornminne |
| Biskopskulla 30:1                  | Stensättning                     |              | Biskopskulla, Uppland |       | 59.742940, 17.177688 | 10020600300001 | Ladda upp en bild av detta fornminne |
| Biskopskulla 30:2                  | Hällristning                     |              | Biskopskulla, Uppland |       | 59.743136, 17.177932 | 10020600300002 | Ladda upp en bild av detta fornminne |
| Biskopskulla 31:1                  | Stensättning                     |              | Biskopskulla, Uppland |       | 59.742332, 17.179416 | 10020600310001 | Ladda upp en bild av detta fornminne |
| Biskopskulla 31:2                  | Husgrund, förhistorisk/medeltida |              | Biskopskulla, Uppland |       | 59.742635, 17.179548 | 10020600310002 | Ladda upp en bild av detta fornminne |
| Biskopskulla 32:1                  | Hällristning                     |              | Biskopskulla, Uppland |       | 59.717306, 17.177840 | 10020600320001 | Ladda upp en bild av detta fornminne |
| Biskopskulla 32:2                  | Hällristning                     |              | Biskopskulla, Uppland |       | 59.717307, 17.177751 | 10020600320002 | Ladda upp en bild av detta fornminne |
| Biskopskulla 33:1                  | Gravfält                         |              | Biskopskulla, Uppland |       | 59.719572, 17.176900 | 10020600330001 | Ladda upp en bild av detta fornminne |
| Biskopskulla 34:1                  | Hällristning                     |              | Biskopskulla, Uppland |       | 59.716266, 17.168670 | 10020600340001 | Ladda upp en bild av detta fornminne |
| Biskopskulla 34:2                  | Hällristning                     |              | Biskopskulla, Uppland |       | 59.716266, 17.168670 | 10020600340002 | Ladda upp en bild av detta fornminne |
| Biskopskulla 34:3                  | Hällristning                     |              | Biskopskulla, Uppland |       | 59.716266, 17.168670 | 10020600340003 | Ladda upp en bild av detta fornminne |
| Biskopskulla 35:1                  | Hällristning                     |              | Biskopskulla, Uppland |       | 59.717583, 17.168171 | 10020600350001 | Ladda upp en bild av detta fornminne |
| Biskopskulla 36:1                  | Hällristning                     |              | Biskopskulla, Uppland |       | 59.718227, 17.167743 | 10020600360001 | Ladda upp en bild av detta fornminne |
| Biskopskulla 38:1                  | Stensättning                     |              | Biskopskulla, Uppland |       | 59.718892, 17.167700 | 10020600380001 | Ladda upp en bild av detta fornminne |
| Biskopskulla 38:2                  | Stensättning                     |              | Biskopskulla, Uppland |       | 59.718832, 17.167889 | 10020600380002 | Ladda upp en bild av detta fornminne |
| Biskopskulla 38:3                  | Stensättning                     |              | Biskopskulla, Uppland |       | 59.718631, 17.168126 | 10020600380003 | Ladda upp en bild av detta fornminne |
| Biskopskulla 39:1                  | Stensättning                     |              | Biskopskulla, Uppland |       | 59.718366, 17.166500 | 10020600390001 | Ladda upp en bild av detta fornminne |
| Biskopskulla 40:2                  | Stensättning                     |              | Biskopskulla, Uppland |       | 59.718812, 17.165420 | 10020600400002 | Ladda upp en bild av detta fornminne |
| Biskopskulla 41:1                  | Gravfält                         |              | Biskopskulla, Uppland |       | 59.719385, 17.165453 | 10020600410001 | Ladda upp en bild av detta fornminne |
| Biskopskulla 42:1                  | Hög                              |              | Biskopskulla, Uppland |       | 59.719417, 17.163265 | 10020600420001 | Ladda upp en bild av detta fornminne |
| Biskopskulla 42:3                  | Stensättning                     |              | Biskopskulla, Uppland |       | 59.719478, 17.163051 | 10020600420003 | Ladda upp en bild av detta fornminne |
| Biskopskulla 44:1                  | Stensättning                     |              | Biskopskulla, Uppland |       | 59.726142, 17.228225 | 10020600440001 | Ladda upp en bild av detta fornminne |
| Biskopskulla 45:1                  | Hällristning                     |              | Biskopskulla, Uppland |       | 59.726768, 17.228077 | 10020600450001 | Ladda upp en bild av detta fornminne |
| Biskopskulla 46:1                  | Gravfält                         |              | Biskopskulla, Uppland |       | 59.727310, 17.227781 | 10020600460001 | Ladda upp en bild av detta fornminne |
| Biskopskulla 47:1                  | Stensättning                     |              | Biskopskulla, Uppland |       | 59.726643, 17.228510 | 10020600470001 | Ladda upp en bild av detta fornminne |
| Biskopskulla 48:1                  | Grav- och boplatsområde          |              | Biskopskulla, Uppland |       | 59.710706, 17.185794 | 10020600480001 | Ladda upp en bild av detta fornminne |
| Biskopskulla 49:1                  | Gravfält                         |              | Biskopskulla, Uppland |       | 59.708672, 17.181996 | 10020600490001 | Ladda upp en bild av detta fornminne |
| Biskopskulla 50:1                  | Hällristning                     |              | Biskopskulla, Uppland |       | 59.707860, 17.180103 | 10020600500001 | Ladda upp en bild av detta fornminne |
| Biskopskulla 50:2                  | Hällristning                     |              | Biskopskulla, Uppland |       | 59.707910, 17.179988 | 10020600500002 | Ladda upp en bild av detta fornminne |
| Biskopskulla 50:3                  | Stensättning                     |              | Biskopskulla, Uppland |       | 59.707850, 17.180522 | 10020600500003 | Ladda upp en bild av detta fornminne |
| Biskopskulla 50:4                  | Grav markerad av sten/block      |              | Biskopskulla, Uppland |       | 59.707737, 17.180379 | 10020600500004 | Ladda upp en bild av detta fornminne |
| Biskopskulla 53:1                  | Hällristning                     |              | Biskopskulla, Uppland |       | 59.714391, 17.230873 | 10020600530001 | Ladda upp en bild av detta fornminne |
| Biskopskulla 55:1                  | Grav- och boplatsområde          |              | Biskopskulla, Uppland |       | 59.713836, 17.227885 | 10020600550001 | Ladda upp en bild av detta fornminne |
| Biskopskulla 57:1                  | Gravfält                         |              | Biskopskulla, Uppland |       | 59.713271, 17.235675 | 10020600570001 | Ladda upp en bild av detta fornminne |
| Biskopskulla 58:1                  | Gravfält                         |              | Biskopskulla, Uppland |       | 59.713257, 17.237982 | 10020600580001 | Ladda upp en bild av detta fornminne |
| Biskopskulla 59:1                  | Gravfält                         |              | Biskopskulla, Uppland |       | 59.713898, 17.238063 | 10020600590001 | Ladda upp en bild av detta fornminne |
| Biskopskulla 60:1                  | Gravfält                         |              | Biskopskulla, Uppland |       | 59.712534, 17.238142 | 10020600600001 | Ladda upp en bild av detta fornminne |
| Biskopskulla 61:1                  | Hög                              |              | Biskopskulla, Uppland |       | 59.713480, 17.242170 | 10020600610001 | Ladda upp en bild av detta fornminne |
| Biskopskulla 61:2                  | Hög                              |              | Biskopskulla, Uppland |       | 59.713475, 17.241935 | 10020600610002 | Ladda upp en bild av detta fornminne |
| Biskopskulla 63:1                  | Gravfält                         |              | Biskopskulla, Uppland |       | 59.714069, 17.247202 | 10020600630001 | Ladda upp en bild av detta fornminne |
| Biskopskulla 65:1                  | Gravfält                         |              | Biskopskulla, Uppland |       | 59.711579, 17.252461 | 10020600650001 | Ladda upp en bild av detta fornminne |
| Biskopskulla 66:1                  | Hällristning                     |              | Biskopskulla, Uppland |       | 59.713979, 17.244747 | 10020600660001 | Ladda upp en bild av detta fornminne |
| Biskopskulla 66:2                  | Hällristning                     |              | Biskopskulla, Uppland |       | 59.713923, 17.244994 | 10020600660002 | Ladda upp en bild av detta fornminne |
| Biskopskulla 66:3                  | Hällristning                     |              | Biskopskulla, Uppland |       | 59.713979, 17.244747 | 10020600660003 | Ladda upp en bild av detta fornminne |
| Biskopskulla 67:1                  | Hällristning                     |              | Biskopskulla, Uppland |       | 59.713534, 17.235940 | 10020600670001 | Ladda upp en bild av detta fornminne |
| Biskopskulla 68:1                  | Hällristning                     |              | Biskopskulla, Uppland |       | 59.709698, 17.246468 | 10020600680001 | Ladda upp en bild av detta fornminne |
| Biskopskulla 68:2                  | Hällristning                     |              | Biskopskulla, Uppland |       | 59.709715, 17.246725 | 10020600680002 | Ladda upp en bild av detta fornminne |
| Biskopskulla 69:1                  | Hällristning                     |              | Biskopskulla, Uppland |       | 59.711073, 17.254835 | 10020600690001 | Ladda upp en bild av detta fornminne |
| Biskopskulla 70:1                  | Gravfält                         |              | Biskopskulla, Uppland |       | 59.709671, 17.251589 | 10020600700001 | Ladda upp en bild av detta fornminne |
| Biskopskulla 71:1                  | Hällristning                     |              | Biskopskulla, Uppland |       | 59.709961, 17.244090 | 10020600710001 | Ladda upp en bild av detta fornminne |
| Biskopskulla 73:1                  | Stensättning                     |              | Biskopskulla, Uppland |       | 59.710675, 17.243555 | 10020600730001 | Ladda upp en bild av detta fornminne |
| Biskopskulla 73:2                  | Stensättning                     |              | Biskopskulla, Uppland |       | 59.710489, 17.243299 | 10020600730002 | Ladda upp en bild av detta fornminne |
| Biskopskulla 75:1                  | Gravfält                         |              | Biskopskulla, Uppland |       | 59.711925, 17.235111 | 10020600750001 | Ladda upp en bild av detta fornminne |
| Torsbacken (Biskopskulla 76:1)     | Gravfält                         |              | Biskopskulla, Uppland |       | 59.713385, 17.258845 | 10020600760001 | Ladda upp en bild av detta fornminne |
| Biskopskulla 77:1                  | Hällristning                     |              | Biskopskulla, Uppland |       | 59.710660, 17.258139 | 10020600770001 | Ladda upp en bild av detta fornminne |
| Biskopskulla 78:1                  | Hällristning                     |              | Biskopskulla, Uppland |       | 59.705723, 17.249074 | 10020600780001 | Ladda upp en bild av detta fornminne |
| Biskopskulla 78:2                  | Hällristning                     |              | Biskopskulla, Uppland |       | 59.705819, 17.249017 | 10020600780002 | Ladda upp en bild av detta fornminne |
| Biskopskulla 78:3                  | Stensättning                     |              | Biskopskulla, Uppland |       | 59.705740, 17.248879 | 10020600780003 | Ladda upp en bild av detta fornminne |
| Biskopskulla 80:1                  | Hällristning                     |              | Biskopskulla, Uppland |       | 59.707783, 17.246091 | 10020600800001 | Ladda upp en bild av detta fornminne |
| Biskopskulla 81:1                  | Hällristning                     |              | Biskopskulla, Uppland |       | 59.706224, 17.248162 | 10020600810001 | Ladda upp en bild av detta fornminne |
| Biskopskulla 82:1                  | Hällristning                     |              | Biskopskulla, Uppland |       | 59.703938, 17.251481 | 10020600820001 | Ladda upp en bild av detta fornminne |
| Biskopskulla 83:1                  | Stensättning                     |              | Biskopskulla, Uppland |       | 59.704437, 17.244947 | 10020600830001 | Ladda upp en bild av detta fornminne |
| Biskopskulla 83:2                  | Stensättning                     |              | Biskopskulla, Uppland |       | 59.704393, 17.245202 | 10020600830002 | Ladda upp en bild av detta fornminne |
| Biskopskulla 84:1                  | Hällristning                     |              | Biskopskulla, Uppland |       | 59.702841, 17.244430 | 10020600840001 | Ladda upp en bild av detta fornminne |
| Biskopskulla 85:1                  | Stensättning                     |              | Biskopskulla, Uppland |       | 59.703665, 17.242563 | 10020600850001 | Ladda upp en bild av detta fornminne |
| Biskopskulla 85:2                  | Stensättning                     |              | Biskopskulla, Uppland |       | 59.703807, 17.242298 | 10020600850002 | Ladda upp en bild av detta fornminne |
| Biskopskulla 86:1                  | Stensättning                     |              | Biskopskulla, Uppland |       | 59.703529, 17.241922 | 10020600860001 | Ladda upp en bild av detta fornminne |
| Biskopskulla 87:1                  | Stensättning                     |              | Biskopskulla, Uppland |       | 59.703273, 17.246901 | 10020600870001 | Ladda upp en bild av detta fornminne |
| Biskopskulla 87:2                  | Stensättning                     |              | Biskopskulla, Uppland |       | 59.703479, 17.246614 | 10020600870002 | Ladda upp en bild av detta fornminne |
| Biskopskulla 88:1                  | Hällristning                     |              | Biskopskulla, Uppland |       | 59.702363, 17.247191 | 10020600880001 | Ladda upp en bild av detta fornminne |
| Biskopskulla 89:1                  | Hällristning                     |              | Biskopskulla, Uppland |       | 59.703002, 17.246614 | 10020600890001 | Ladda upp en bild av detta fornminne |
| Biskopskulla 90:1                  | Hällristning                     |              | Biskopskulla, Uppland |       | 59.703359, 17.242868 | 10020600900001 | Ladda upp en bild av detta fornminne |
| Biskopskulla 90:2                  | Hällristning                     |              | Biskopskulla, Uppland |       | 59.703352, 17.242916 | 10020600900002 | Ladda upp en bild av detta fornminne |
| Biskopskulla 90:3                  | Hällristning                     |              | Biskopskulla, Uppland |       | 59.703336, 17.242915 | 10020600900003 | Ladda upp en bild av detta fornminne |
| Biskopskulla 90:4                  | Hällristning                     |              | Biskopskulla, Uppland |       | 59.703335, 17.242957 | 10020600900004 | Ladda upp en bild av detta fornminne |
| Biskopskulla 91:1                  | Stensättning                     |              | Biskopskulla, Uppland |       | 59.702639, 17.244572 | 10020600910001 | Ladda upp en bild av detta fornminne |
| Biskopskulla 92:1                  | Hällristning                     |              | Biskopskulla, Uppland |       | 59.701920, 17.243749 | 10020600920001 | Ladda upp en bild av detta fornminne |
| Biskopskulla 93:1                  | Röse                             |              | Biskopskulla, Uppland |       | 59.700982, 17.244777 | 10020600930001 | Ladda upp en bild av detta fornminne |
| Biskopskulla 94:1                  | Hällristning                     |              | Biskopskulla, Uppland |       | 59.701545, 17.247690 | 10020600940001 | Ladda upp en bild av detta fornminne |
| Biskopskulla 95:1                  | Hällristning                     |              | Biskopskulla, Uppland |       | 59.700351, 17.250718 | 10020600950001 | Ladda upp en bild av detta fornminne |
| Biskopskulla 97:1                  | Hällristning                     |              | Biskopskulla, Uppland |       | 59.701260, 17.249502 | 10020600970001 | Ladda upp en bild av detta fornminne |
| Biskopskulla 99:1                  | Hällristning                     |              | Biskopskulla, Uppland |       | 59.698977, 17.253918 | 10020600990001 | Ladda upp en bild av detta fornminne |
| Biskopskulla 100:1                 | Hällristning                     |              | Biskopskulla, Uppland |       | 59.699772, 17.253848 | 10020601000001 | Ladda upp en bild av detta fornminne |
| Biskopskulla 100:2                 | Hällristning                     |              | Biskopskulla, Uppland |       | 59.699829, 17.253914 | 10020601000002 | Ladda upp en bild av detta fornminne |
| Biskopskulla 101:1                 | Gravfält                         |              | Biskopskulla, Uppland |       | 59.698499, 17.248309 | 10020601010001 | Ladda upp en bild av detta fornminne |
| Biskopskulla 104:1                 | Gravfält                         |              | Biskopskulla, Uppland |       | 59.699869, 17.252952 | 10020601040001 | Ladda upp en bild av detta fornminne |
| Biskopskulla 105:1                 | Gravfält                         |              | Biskopskulla, Uppland |       | 59.701142, 17.252563 | 10020601050001 | Ladda upp en bild av detta fornminne |
| Biskopskulla 106:1                 | Hällristning                     |              | Biskopskulla, Uppland |       | 59.700297, 17.253750 | 10020601060001 | Ladda upp en bild av detta fornminne |
| Biskopskulla 106:2                 | Hällristning                     |              | Biskopskulla, Uppland |       | 59.700203, 17.253441 | 10020601060002 | Ladda upp en bild av detta fornminne |
| Biskopskulla 106:3                 | Hällristning                     |              | Biskopskulla, Uppland |       | 59.700280, 17.253465 | 10020601060003 | Ladda upp en bild av detta fornminne |
| Biskopskulla 108:1                 | Gravfält                         |              | Biskopskulla, Uppland |       | 59.697723, 17.260001 | 10020601080001 | Ladda upp en bild av detta fornminne |
| Biskopskulla 110:1                 | Hällristning                     |              | Biskopskulla, Uppland |       | 59.702292, 17.252143 | 10020601100001 | Ladda upp en bild av detta fornminne |
| Biskopskulla 111:1                 | Hällristning                     |              | Biskopskulla, Uppland |       | 59.701753, 17.252693 | 10020601110001 | Ladda upp en bild av detta fornminne |
| Biskopskulla 111:2                 | Hällristning                     |              | Biskopskulla, Uppland |       | 59.701695, 17.252566 | 10020601110002 | Ladda upp en bild av detta fornminne |
| Biskopskulla 112:1                 | Hällristning                     |              | Biskopskulla, Uppland |       | 59.701396, 17.251957 | 10020601120001 | Ladda upp en bild av detta fornminne |
| Biskopskulla 112:2                 | Hällristning                     |              | Biskopskulla, Uppland |       | 59.701348, 17.252046 | 10020601120002 | Ladda upp en bild av detta fornminne |
| Biskopskulla 112:3                 | Hällristning                     |              | Biskopskulla, Uppland |       | 59.701256, 17.252133 | 10020601120003 | Ladda upp en bild av detta fornminne |
| Biskopskulla 112:4                 | Hällristning                     |              | Biskopskulla, Uppland |       | 59.701133, 17.252215 | 10020601120004 | Ladda upp en bild av detta fornminne |
| Biskopskulla 112:5                 | Hällristning                     |              | Biskopskulla, Uppland |       | 59.701068, 17.252211 | 10020601120005 | Ladda upp en bild av detta fornminne |
| Biskopskulla 113:1                 | Hällristning                     |              | Biskopskulla, Uppland |       | 59.706783, 17.247085 | 10020601130001 | Ladda upp en bild av detta fornminne |
| Biskopskulla 115:1                 | Stensättning                     |              | Biskopskulla, Uppland |       | 59.712467, 17.215927 | 10020601150001 | Ladda upp en bild av detta fornminne |
| Biskopskulla 116:1                 | Grav markerad av sten/block      |              | Biskopskulla, Uppland |       | 59.723903, 17.174524 | 10020601160001 | Ladda upp en bild av detta fornminne |
| Biskopskulla 116:2                 | Grav markerad av sten/block      |              | Biskopskulla, Uppland |       | 59.723853, 17.174504 | 10020601160002 | Ladda upp en bild av detta fornminne |
| Biskopskulla 116:3                 | Grav markerad av sten/block      |              | Biskopskulla, Uppland |       | 59.723777, 17.174447 | 10020601160003 | Ladda upp en bild av detta fornminne |
| Biskopskulla 117:1                 | Gravfält                         |              | Biskopskulla, Uppland |       | 59.719748, 17.174868 | 10020601170001 | Ladda upp en bild av detta fornminne |
| Biskopskulla 118:1                 | Stensättning                     |              | Biskopskulla, Uppland |       | 59.722430, 17.214998 | 10020601180001 | Ladda upp en bild av detta fornminne |
| Biskopskulla 118:2                 | Grav markerad av sten/block      |              | Biskopskulla, Uppland |       | 59.722849, 17.215005 | 10020601180002 | Ladda upp en bild av detta fornminne |
| Biskopskulla 119:1                 | Stensättning                     |              | Biskopskulla, Uppland |       | 59.721110, 17.224196 | 10020601190001 | Ladda upp en bild av detta fornminne |
| Biskopskulla 120:1                 | Stensättning                     |              | Biskopskulla, Uppland |       | 59.710877, 17.243093 | 10020601200001 | Ladda upp en bild av detta fornminne |
| Biskopskulla 121:1                 | Gravfält                         |              | Biskopskulla, Uppland |       | 59.708261, 17.240945 | 10020601210001 | Ladda upp en bild av detta fornminne |
| Biskopskulla 122:1                 | Stensättning                     |              | Biskopskulla, Uppland |       | 59.704208, 17.242555 | 10020601220001 | Ladda upp en bild av detta fornminne |
| Biskopskulla 122:2                 | Stensättning                     |              | Biskopskulla, Uppland |       | 59.704063, 17.242766 | 10020601220002 | Ladda upp en bild av detta fornminne |
| Biskopskulla 123:1                 | Hällristning                     |              | Biskopskulla, Uppland |       | 59.732013, 17.183719 | 10020601230001 | Ladda upp en bild av detta fornminne |
| Biskopskulla 123:2                 | Hällristning                     |              | Biskopskulla, Uppland |       | 59.731947, 17.183663 | 10020601230002 | Ladda upp en bild av detta fornminne |
| Biskopskulla 123:3                 | Hällristning                     |              | Biskopskulla, Uppland |       | 59.731937, 17.183485 | 10020601230003 | Ladda upp en bild av detta fornminne |
| Biskopskulla 124:1                 | Hällristning                     |              | Biskopskulla, Uppland |       | 59.729915, 17.185936 | 10020601240001 | Ladda upp en bild av detta fornminne |
| Biskopskulla 125:1                 | Hällristning                     |              | Biskopskulla, Uppland |       | 59.729353, 17.186022 | 10020601250001 | Ladda upp en bild av detta fornminne |
| Biskopskulla 126:1                 | Hällristning                     |              | Biskopskulla, Uppland |       | 59.701450, 17.252681 | 10020601260001 | Ladda upp en bild av detta fornminne |
| Biskopskulla 127:1                 | Hällristning                     |              | Biskopskulla, Uppland |       | 59.700071, 17.253951 | 10020601270001 | Ladda upp en bild av detta fornminne |
| Biskopskulla 129:1                 | Hällristning                     |              | Biskopskulla, Uppland |       | 59.708774, 17.244380 | 10020601290001 | Ladda upp en bild av detta fornminne |
| Biskopskulla 129:2                 | Husgrund, förhistorisk/medeltida |              | Biskopskulla, Uppland |       | 59.708798, 17.244104 | 10020601290002 | Ladda upp en bild av detta fornminne |
| Biskopskulla 129:3                 | Husgrund, förhistorisk/medeltida |              | Biskopskulla, Uppland |       | 59.708601, 17.244476 | 10020601290003 | Ladda upp en bild av detta fornminne |
| Biskopskulla 130:1                 | Hällristning                     |              | Biskopskulla, Uppland |       | 59.713500, 17.238341 | 10020601300001 | Ladda upp en bild av detta fornminne |
| Biskopskulla 131:1                 | Hällristning                     |              | Biskopskulla, Uppland |       | 59.714364, 17.236789 | 10020601310001 | Ladda upp en bild av detta fornminne |
| Biskopskulla 132:1                 | Hällristning                     |              | Biskopskulla, Uppland |       | 59.713574, 17.241889 | 10020601320001 | Ladda upp en bild av detta fornminne |
| Biskopskulla 133:1                 | Hällristning                     |              | Biskopskulla, Uppland |       | 59.713702, 17.232202 | 10020601330001 | Ladda upp en bild av detta fornminne |
| Biskopskulla 134:1                 | Hällristning                     |              | Biskopskulla, Uppland |       | 59.713460, 17.232733 | 10020601340001 | Ladda upp en bild av detta fornminne |
| Biskopskulla 135:1                 | Hällristning                     |              | Biskopskulla, Uppland |       | 59.701703, 17.247479 | 10020601350001 | Ladda upp en bild av detta fornminne |
| Biskopskulla 138:1                 | Hällristning                     |              | Biskopskulla, Uppland |       | 59.712129, 17.249458 | 10020601380001 | Ladda upp en bild av detta fornminne |
| Biskopskulla 139:1                 | Hällristning                     |              | Biskopskulla, Uppland |       | 59.713537, 17.249191 | 10020601390001 | Ladda upp en bild av detta fornminne |
| Biskopskulla 140:1                 | Hällristning                     |              | Biskopskulla, Uppland |       | 59.713728, 17.244915 | 10020601400001 | Ladda upp en bild av detta fornminne |
| Biskopskulla 142:1                 | Hällristning                     |              | Biskopskulla, Uppland |       | 59.710228, 17.246779 | 10020601420001 | Ladda upp en bild av detta fornminne |
| Biskopskulla 143:1                 | Hällristning                     |              | Biskopskulla, Uppland |       | 59.707528, 17.246651 | 10020601430001 | Ladda upp en bild av detta fornminne |
| Biskopskulla 144:1                 | Hällristning                     |              | Biskopskulla, Uppland |       | 59.700261, 17.250207 | 10020601440001 | Ladda upp en bild av detta fornminne |
| Biskopskulla 148:1                 | Hällristning                     |              | Biskopskulla, Uppland |       | 59.700804, 17.245395 | 10020601480001 | Ladda upp en bild av detta fornminne |
| Biskopskulla 149:1                 | Hällristning                     |              | Biskopskulla, Uppland |       | 59.701906, 17.245728 | 10020601490001 | Ladda upp en bild av detta fornminne |
| Biskopskulla 150:1                 | Hällristning                     |              | Biskopskulla, Uppland |       | 59.702109, 17.248364 | 10020601500001 | Ladda upp en bild av detta fornminne |
| Biskopskulla 151:1                 | Hällristning                     |              | Biskopskulla, Uppland |       | 59.718467, 17.163218 | 10020601510001 | Ladda upp en bild av detta fornminne |
| Biskopskulla 151:2                 | Hällristning                     |              | Biskopskulla, Uppland |       | 59.718448, 17.163039 | 10020601510002 | Ladda upp en bild av detta fornminne |
| Biskopskulla 151:3                 | Hällristning                     |              | Biskopskulla, Uppland |       | 59.718368, 17.163114 | 10020601510003 | Ladda upp en bild av detta fornminne |
| Biskopskulla 151:4                 | Hällristning                     |              | Biskopskulla, Uppland |       | 59.718516, 17.163039 | 10020601510004 | Ladda upp en bild av detta fornminne |
| Biskopskulla 151:5                 | Hällristning                     |              | Biskopskulla, Uppland |       | 59.718567, 17.162952 | 10020601510005 | Ladda upp en bild av detta fornminne |
| Biskopskulla 152:1                 | Hällristning                     |              | Biskopskulla, Uppland |       | 59.725854, 17.197719 | 10020601520001 | Ladda upp en bild av detta fornminne |
| Biskopskulla 153:1                 | Hällristning                     |              | Biskopskulla, Uppland |       | 59.720301, 17.212473 | 10020601530001 | Ladda upp en bild av detta fornminne |
| Biskopskulla 154:1                 | Hällristning                     |              | Biskopskulla, Uppland |       | 59.727184, 17.228850 | 10020601540001 | Ladda upp en bild av detta fornminne |
| Biskopskulla 155:1                 | Hällristning                     |              | Biskopskulla, Uppland |       | 59.727799, 17.229125 | 10020601550001 | Ladda upp en bild av detta fornminne |
| Biskopskulla 156:1                 | Hällristning                     |              | Biskopskulla, Uppland |       | 59.727486, 17.227268 | 10020601560001 | Ladda upp en bild av detta fornminne |
| Biskopskulla 157:1                 | Hällristning                     |              | Biskopskulla, Uppland |       | 59.705688, 17.242880 | 10020601570001 | Ladda upp en bild av detta fornminne |
| Biskopskulla 158:1                 | Hällristning                     |              | Biskopskulla, Uppland |       | 59.704284, 17.242728 | 10020601580001 | Ladda upp en bild av detta fornminne |
| Biskopskulla 159:1                 | Hällristning                     |              | Biskopskulla, Uppland |       | 59.711043, 17.241863 | 10020601590001 | Ladda upp en bild av detta fornminne |
| Biskopskulla 160:1                 | Hällristning                     |              | Biskopskulla, Uppland |       | 59.711001, 17.243201 | 10020601600001 | Ladda upp en bild av detta fornminne |
| Biskopskulla 160:2                 | Hällristning                     |              | Biskopskulla, Uppland |       | 59.710944, 17.243508 | 10020601600002 | Ladda upp en bild av detta fornminne |
| Biskopskulla 161:1                 | Hällristning                     |              | Biskopskulla, Uppland |       | 59.712097, 17.240423 | 10020601610001 | Ladda upp en bild av detta fornminne |
| Biskopskulla 161:2                 | Hällristning                     |              | Biskopskulla, Uppland |       | 59.711862, 17.240802 | 10020601610002 | Ladda upp en bild av detta fornminne |
| Biskopskulla 162:1                 | Hällristning                     |              | Biskopskulla, Uppland |       | 59.705206, 17.249350 | 10020601620001 | Ladda upp en bild av detta fornminne |
| Biskopskulla 164:1                 | Hällristning                     |              | Biskopskulla, Uppland |       | 59.726360, 17.226571 | 10020601640001 | Ladda upp en bild av detta fornminne |
| Biskopskulla 165:1                 | Hällristning                     |              | Biskopskulla, Uppland |       | 59.723969, 17.228633 | 10020601650001 | Ladda upp en bild av detta fornminne |
| Biskopskulla 166:1                 | Hällristning                     |              | Biskopskulla, Uppland |       | 59.726869, 17.226310 | 10020601660001 | Ladda upp en bild av detta fornminne |
| Biskopskulla 167:1                 | Hällristning                     |              | Biskopskulla, Uppland |       | 59.727473, 17.227050 | 10020601670001 | Ladda upp en bild av detta fornminne |
| Biskopskulla 167:2                 | Hällristning                     |              | Biskopskulla, Uppland |       | 59.727536, 17.227167 | 10020601670002 | Ladda upp en bild av detta fornminne |
| Biskopskulla 168:1                 | Hällristning                     |              | Biskopskulla, Uppland |       | 59.727845, 17.227495 | 10020601680001 | Ladda upp en bild av detta fornminne |
| Biskopskulla 169:1                 | Hällristning                     |              | Biskopskulla, Uppland |       | 59.726847, 17.228336 | 10020601690001 | Ladda upp en bild av detta fornminne |
| Biskopskulla 170:1                 | Hällristning                     |              | Biskopskulla, Uppland |       | 59.723071, 17.214894 | 10020601700001 | Ladda upp en bild av detta fornminne |
| Biskopskulla 171:1                 | Hällristning                     |              | Biskopskulla, Uppland |       | 59.722084, 17.216171 | 10020601710001 | Ladda upp en bild av detta fornminne |
| Biskopskulla 171:2                 | Hällristning                     |              | Biskopskulla, Uppland |       | 59.721986, 17.216252 | 10020601710002 | Ladda upp en bild av detta fornminne |
| Biskopskulla 172:1                 | Hällristning                     |              | Biskopskulla, Uppland |       | 59.720015, 17.216205 | 10020601720001 | Ladda upp en bild av detta fornminne |
| Biskopskulla 173:1                 | Hällristning                     |              | Biskopskulla, Uppland |       | 59.723284, 17.212453 | 10020601730001 | Ladda upp en bild av detta fornminne |
| Biskopskulla 174:1                 | Hällristning                     |              | Biskopskulla, Uppland |       | 59.728480, 17.191190 | 10020601740001 | Ladda upp en bild av detta fornminne |
| Biskopskulla 175:1                 | Hällristning                     |              | Biskopskulla, Uppland |       | 59.725353, 17.194275 | 10020601750001 | Ladda upp en bild av detta fornminne |
| Biskopskulla 176:1                 | Hällristning                     |              | Biskopskulla, Uppland |       | 59.725368, 17.193756 | 10020601760001 | Ladda upp en bild av detta fornminne |
| Biskopskulla 177:1                 | Hällristning                     |              | Biskopskulla, Uppland |       | 59.724889, 17.193907 | 10020601770001 | Ladda upp en bild av detta fornminne |
| Biskopskulla 177:2                 | Hällristning                     |              | Biskopskulla, Uppland |       | 59.724898, 17.193665 | 10020601770002 | Ladda upp en bild av detta fornminne |
| Biskopskulla 178:1                 | Hällristning                     |              | Biskopskulla, Uppland |       | 59.726685, 17.203973 | 10020601780001 | Ladda upp en bild av detta fornminne |
| Biskopskulla 179:1                 | Hällristning                     |              | Biskopskulla, Uppland |       | 59.720146, 17.225111 | 10020601790001 | Ladda upp en bild av detta fornminne |
| Biskopskulla 180:1                 | Hällristning                     |              | Biskopskulla, Uppland |       | 59.718502, 17.228628 | 10020601800001 | Ladda upp en bild av detta fornminne |
| Biskopskulla 181:1                 | Hällristning                     |              | Biskopskulla, Uppland |       | 59.709536, 17.243157 | 10020601810001 | Ladda upp en bild av detta fornminne |
| Biskopskulla 182:1                 | Hällristning                     |              | Biskopskulla, Uppland |       | 59.726878, 17.195849 | 10020601820001 | Ladda upp en bild av detta fornminne |
| Biskopskulla 183:1                 | Röse                             |              | Biskopskulla, Uppland |       | 59.726547, 17.188823 | 10020601830001 | Ladda upp en bild av detta fornminne |
| Biskopskulla 183:2                 | Stensättning                     |              | Biskopskulla, Uppland |       | 59.726373, 17.189100 | 10020601830002 | Ladda upp en bild av detta fornminne |
| Biskopskulla 183:3                 | Stensättning                     |              | Biskopskulla, Uppland |       | 59.726245, 17.189319 | 10020601830003 | Ladda upp en bild av detta fornminne |
| Biskopskulla 185:1                 | Stensättning                     |              | Biskopskulla, Uppland |       | 59.731811, 17.179608 | 10020601850001 | Ladda upp en bild av detta fornminne |
| Biskopskulla 186:1                 | Grav markerad av sten/block      |              | Biskopskulla, Uppland |       | 59.721953, 17.216087 | 10020601860001 | Ladda upp en bild av detta fornminne |
| Biskopskulla 188:1                 | Stensättning                     |              | Biskopskulla, Uppland |       | 59.728508, 17.221638 | 10020601880001 | Ladda upp en bild av detta fornminne |
| Biskopskulla 188:2                 | Stensättning                     |              | Biskopskulla, Uppland |       | 59.728681, 17.221713 | 10020601880002 | Ladda upp en bild av detta fornminne |
| Biskopskulla 189:1                 | Stensättning                     |              | Biskopskulla, Uppland |       | 59.731013, 17.218506 | 10020601890001 | Ladda upp en bild av detta fornminne |
| Biskopskulla 189:2                 | Stensättning                     |              | Biskopskulla, Uppland |       | 59.730920, 17.218602 | 10020601890002 | Ladda upp en bild av detta fornminne |
| Biskopskulla 189:3                 | Stensättning                     |              | Biskopskulla, Uppland |       | 59.730838, 17.218712 | 10020601890003 | Ladda upp en bild av detta fornminne |
| Biskopskulla 190:1                 | Hällristning                     |              | Biskopskulla, Uppland |       | 59.718261, 17.190517 | 10020601900001 | Ladda upp en bild av detta fornminne |
| Biskopskulla 192:1                 | Hällristning                     |              | Biskopskulla, Uppland |       | 59.712557, 17.259969 | 10020601920001 | Ladda upp en bild av detta fornminne |
| Biskopskulla 192:2                 | Hällristning                     |              | Biskopskulla, Uppland |       | 59.712623, 17.259990 | 10020601920002 | Ladda upp en bild av detta fornminne |
| Biskopskulla 192:3                 | Hällristning                     |              | Biskopskulla, Uppland |       | 59.712709, 17.259804 | 10020601920003 | Ladda upp en bild av detta fornminne |
| Biskopskulla 193:1                 | Stensättning                     |              | Biskopskulla, Uppland |       | 59.729488, 17.235168 | 10020601930001 | Ladda upp en bild av detta fornminne |
| Biskopskulla 194:1                 | Röse                             |              | Biskopskulla, Uppland |       | 59.729599, 17.227395 | 10020601940001 | Ladda upp en bild av detta fornminne |
| Biskopskulla 195:1                 | Stensättning                     |              | Biskopskulla, Uppland |       | 59.731104, 17.227429 | 10020601950001 | Ladda upp en bild av detta fornminne |
| Biskopskulla 196:1                 | Röse                             |              | Biskopskulla, Uppland |       | 59.729160, 17.229175 | 10020601960001 | Ladda upp en bild av detta fornminne |
| Biskopskulla 197:1                 | Hällristning                     |              | Biskopskulla, Uppland |       | 59.726098, 17.228021 | 10020601970001 | Ladda upp en bild av detta fornminne |
| Biskopskulla 199:1                 | Stensättning                     |              | Biskopskulla, Uppland |       | 59.724420, 17.189273 | 10020601990001 | Ladda upp en bild av detta fornminne |
| Biskopskulla 199:2                 | Stensättning                     |              | Biskopskulla, Uppland |       | 59.724415, 17.189742 | 10020601990002 | Ladda upp en bild av detta fornminne |
| Biskopskulla 200:1                 | Hällristning                     |              | Biskopskulla, Uppland |       | 59.711241, 17.240846 | 10020602000001 | Ladda upp en bild av detta fornminne |
| Biskopskulla 201:1                 | Stensättning                     |              | Biskopskulla, Uppland |       | 59.729241, 17.162699 | 10020602010001 | Ladda upp en bild av detta fornminne |
| Biskopskulla 202:1                 | Hällristning                     |              | Biskopskulla, Uppland |       | 59.718134, 17.166398 | 10020602020001 | Ladda upp en bild av detta fornminne |
| Biskopskulla 203:1                 | Hällristning                     |              | Biskopskulla, Uppland |       | 59.718992, 17.167804 | 10020602030001 | Ladda upp en bild av detta fornminne |
| Biskopskulla 203:2                 | Hällristning                     |              | Biskopskulla, Uppland |       | 59.718992, 17.167804 | 10020602030002 | Ladda upp en bild av detta fornminne |
| Biskopskulla 203:3                 | Hällristning                     |              | Biskopskulla, Uppland |       | 59.718992, 17.167804 | 10020602030003 | Ladda upp en bild av detta fornminne |
| Biskopskulla 203:4                 | Hällristning                     |              | Biskopskulla, Uppland |       | 59.718992, 17.167804 | 10020602030004 | Ladda upp en bild av detta fornminne |
| Biskopskulla 205:1                 | Hög                              |              | Biskopskulla, Uppland |       | 59.708914, 17.250941 | 10020602050001 | Ladda upp en bild av detta fornminne |
| Biskopskulla 205:2                 | Stensättning                     |              | Biskopskulla, Uppland |       | 59.708940, 17.251333 | 10020602050002 | Ladda upp en bild av detta fornminne |
| Biskopskulla 205:3                 | Stensättning                     |              | Biskopskulla, Uppland |       | 59.708949, 17.251529 | 10020602050003 | Ladda upp en bild av detta fornminne |
| Biskopskulla 205:5                 | Stensättning                     |              | Biskopskulla, Uppland |       | 59.709210, 17.251507 | 10020602050005 | Ladda upp en bild av detta fornminne |
| Biskopskulla 206:1                 | Hällristning                     |              | Biskopskulla, Uppland |       | 59.709568, 17.250092 | 10020602060001 | Ladda upp en bild av detta fornminne |
| Biskopskulla 208:1                 | Gravfält                         |              | Biskopskulla, Uppland |       | 59.711392, 17.232403 | 10020602080001 | Ladda upp en bild av detta fornminne |
| Biskopskulla 210:1                 | Hällristning                     |              | Biskopskulla, Uppland |       | 59.699867, 17.254263 | 10020602100001 | Ladda upp en bild av detta fornminne |
| Biskopskulla 212:1                 | Stensättning                     |              | Biskopskulla, Uppland |       | 59.737451, 17.160664 | 10020602120001 | Ladda upp en bild av detta fornminne |
| Biskopskulla 213:1                 | Hög                              |              | Biskopskulla, Uppland |       | 59.737856, 17.162071 | 10020602130001 | Ladda upp en bild av detta fornminne |
| Biskopskulla 214:1                 | Hällristning                     |              | Biskopskulla, Uppland |       | 59.703661, 17.246667 | 10020602140001 | Ladda upp en bild av detta fornminne |
| Biskopskulla 214:2                 | Hällristning                     |              | Biskopskulla, Uppland |       | 59.703448, 17.246783 | 10020602140002 | Ladda upp en bild av detta fornminne |
| Biskopskulla 215:1                 | Stensättning                     |              | Biskopskulla, Uppland |       | 59.704707, 17.240690 | 10020602150001 | Ladda upp en bild av detta fornminne |
| Biskopskulla 215:2                 | Stensättning                     |              | Biskopskulla, Uppland |       | 59.704592, 17.240874 | 10020602150002 | Ladda upp en bild av detta fornminne |
| Biskopskulla 216:1                 | Stensättning                     |              | Biskopskulla, Uppland |       | 59.704141, 17.241373 | 10020602160001 | Ladda upp en bild av detta fornminne |
| Biskopskulla 217:1                 | Stenkrets                        |              | Biskopskulla, Uppland |       | 59.723847, 17.177399 | 10020602170001 | Ladda upp en bild av detta fornminne |
| Biskopskulla 217:2                 | Stensättning                     |              | Biskopskulla, Uppland |       | 59.723674, 17.177182 | 10020602170002 | Ladda upp en bild av detta fornminne |
| Härkeberga 123:1                   | Gravfält                         |              | Biskopskulla, Uppland |       | 59.699180, 17.179600 | 10024201230001 | Ladda upp en bild av detta fornminne |